# إنديا غري
إنديا غري (بالإنجليزية: India Grey)‏‏ (1950 في إنجلترا - ) روائية، وكاتِبة من المملكة المتحدة.